# Lerna Ekmekçioğlu
Lerna Ekmekçioğlu, née en 1979 en Turquie, est une historienne arménienne de Turquie.

## Biographie
Lerna Ekmekçioğlu naît en 1979.
Après des études à l'Université du Bosphore à Istanbul puis un doctorat à l'Université de New York en 2010, elle travaille pour le MIT depuis 2011.
Elle est membre de la Société américaine d'histoire.

## Publications
- (tr) avec Melissa Bilal, Bir Adalet Feryadı : Osmanlı’dan Cumhuriyet’e Beş Ermeni Feminist Yazar (1862-1933) [« A Cry for Justice: Five Armenian Feminist Writers from the Ottoman Empire to the Turkish Republic (1862-1933) »], Aras Publishing House, 2006, 416 p. (ISBN 9789757265849)
- (en) Recovering Armenia : The Limits of Belonging in Post-Genocide Turkey, Stanford University Press, 2016, 240 p. (ISBN 9780804796101, lire en ligne)